# Cráter volcánico de Navarredonda

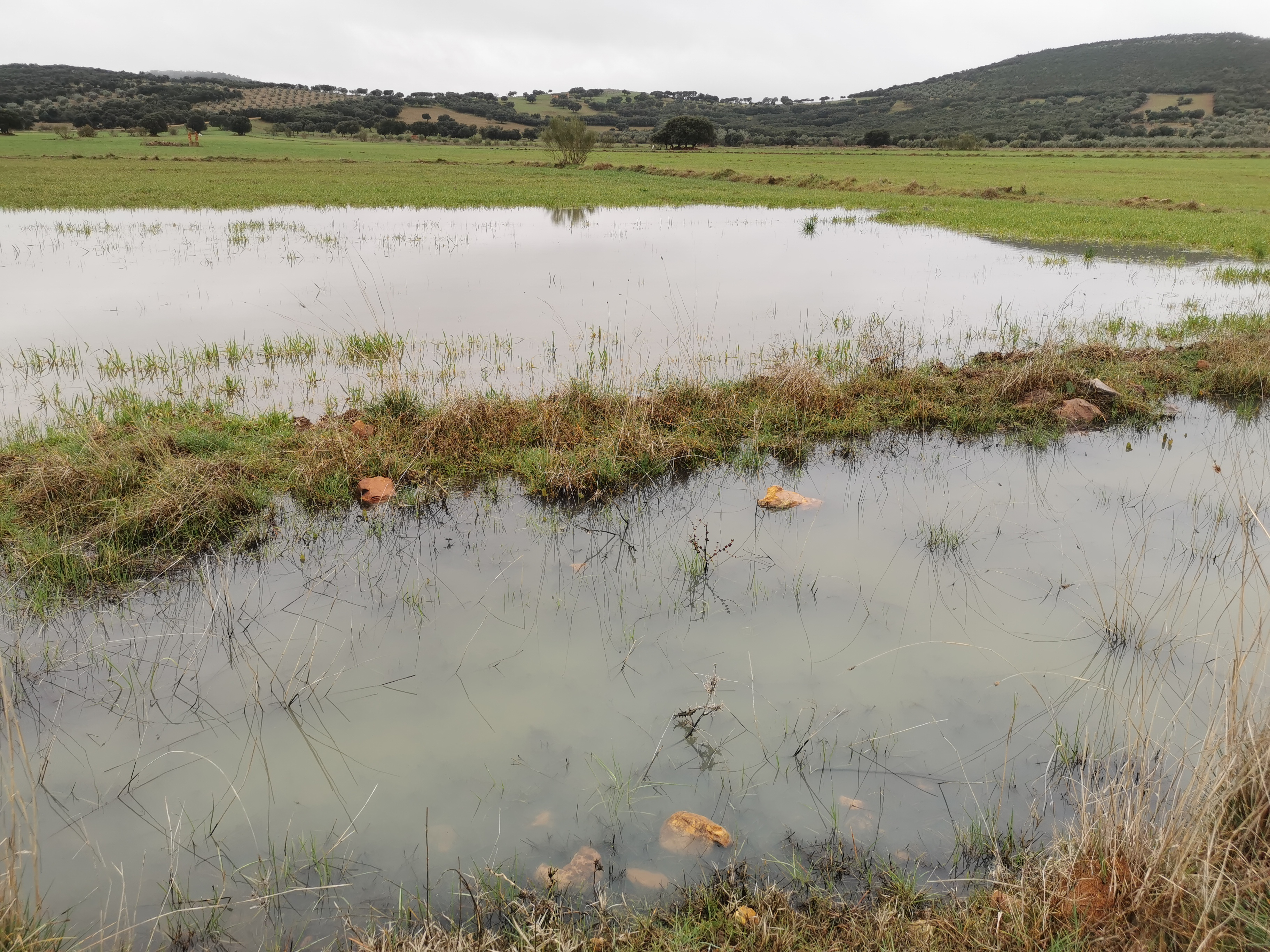
Maar o cráter de explosión de Navarredonda, Piedrabuena, Ciudad Real, España. Febrero de 2021.

El cráter volcánico de Navarredonda es un cráter volcánico de explosión o maar situado en el término municipal de Piedrabuena, provincia de Ciudad Real (España), a un km del volcán de la Arzollosa, protegido este último con la figura de monumento natural, y cercano también al volcán de Peñas Negras.
Está rodeado por el Morro de la Cabaña, al Norte, con 749 metros de altitud; la Sierra del Grajo, al Oeste, con 767 metros de altitud y el Morro de la Perdiguera, al Sur, con una altitud de 769 msm.

## Geología y geomorfología
Navarredonda es un maar de origen hidromagmático, rodeado de sierras de altitudes cercanas a los 750 metros snm. El vaso se encuentra a unos 680 m s. n. m. Presenta una superficie muy llana, subcircular y rodeada mayoritariamente de serrezuelas de materiales muy antiguos, paleozoicos, formados por cuarcitas y coronados por riscos o crestas de areniscas. Además, hay depósitos de ladera y glacis de vertiente.
Las dimensiones básicas del cráter son 48 ha de área y diámetros de unos 800 x 750 m
Son reconocibles algunos materiales volcánicos en el vaso lagunar, como los lapillis acrecionales, que denotan la génesis explosiva de esta manifestación volcánica. Así mismo, aparecen muchos bloques de cuarcítas heterométrico y muy angulosos, compatibles con la rotura producida en una explosión hidromagmática. No se encuentra material magmático juvenil, lo que lleva a pensar en una erupción freática.

## Hidrología
El maar tiene una extensión de unas 50 has y no suele llenarse de agua, según las observaciones de los últimos sesenta años (1946-2021) si bien algunas fuentes orales del municipio manifiestan que se conocía el paraje como "La Laguna", topónimo también dado al cráter volcánico del Lucianego, en el mismo municipio y a unos cinco kilómetros. Sin embargo, en los períodos lluviosos algunas zonas se encharcan y pueden mantener agua durante varios meses, aun en años de precipitaciones medias.

## Usos del suelo
El terreno que ocupa la laguna está cultivado de cereales y de olivares. La vegetación circundante es monte y matorral mediteráneos en un buen estado de conservación.
Este espacio tiene también usos pecuarios y cinegéticos.